# Neuville-Vitasse
Neuville-Vitasse è un comune francese di 493 abitanti situato nel dipartimento del Passo di Calais nella regione dell'Alta Francia.

## Società

### Evoluzione demografica
Abitanti censiti